# Боже око (геральдика)
Боже око (також відоме як Всевидяче око, Око Провидіння) — негеральдична фігура, що на гербах зображується у вигляді трикутника, оточеного променями з людським оком всередині. Це графічна та стилізована форма для вказівки на Триєдиного Бога.

## Використання
Фігура не поширена і немає єдиної кольорової гами. Під оком може зображуватися глобус.
Фігура відома, серед іншого, тим, що її використовують на банкнотах в 1 долар, на великій печатці США та на печатці Колорадо, де вона плаває над гербом.

## Символіка
В геральдиці часто тлумачиться як символ божественного нагляду, провидіння та духовної мудрості. Можливі тлумачення символіки всевидячого ока у геральдиці:
1. Провидіння та Божественний нагляд над людством. Таке тлумачення може співвідноситися з християнською ідеєю, що Бог завжди бачить і слідкує за всіма подіями та долею людей.
2. Духовна мудрість. Знак може бути символом пошуку істини та знань, а також розуміння духовних цінностей.
3. В деяких спільнотах всевидяче око розглядається як символ оберега та захисту від зла. Воно може представляти здатність розпізнавати небезпеку та захищати нужденних.
4. Всевидяче око може вказувати на алегорію знань та освіти. Воно може бути позначенням тяги до вивчення та розуміння, а також символом навчання та освіти.
5. Око може також визначати духовну прозорість та чистоту думок та дій.

Боже око на гербі міста Бад-Кроцінген
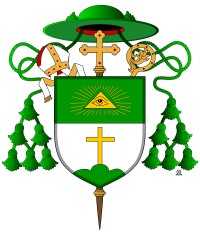
Герб Вінценца Едуарда Мілде, єпископа Лейтмерітца (1823-1832)
Герб Браунсгаузена
Герб Надьтевеля, Угорщина
Герб Радзиміна, Польща
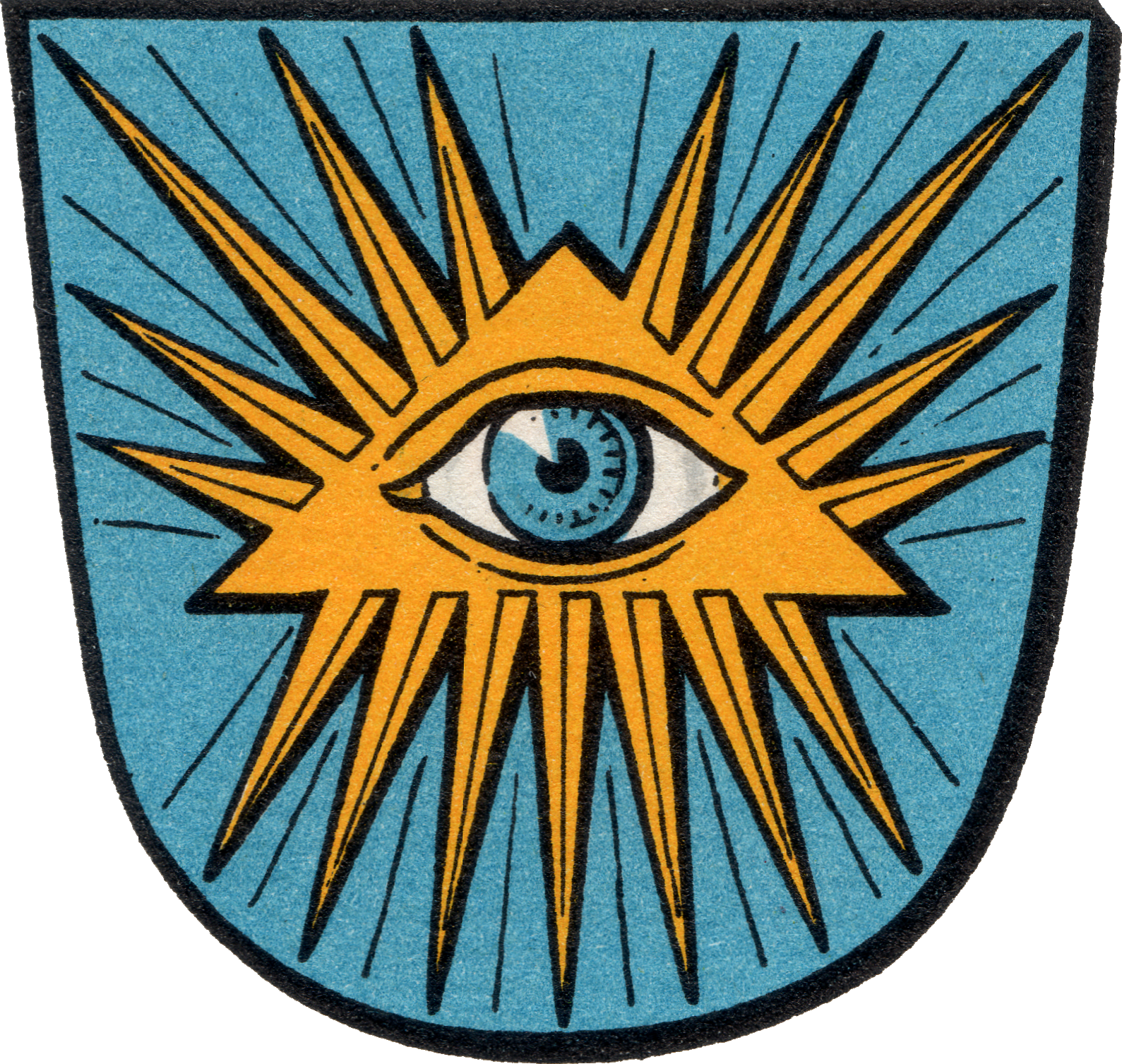
Герб Стрінца-Трінітатіса
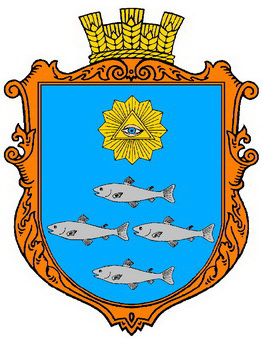
Герб Тершева
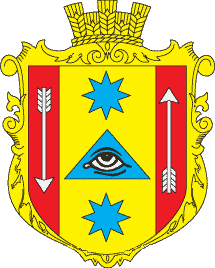
Герб Чутівки
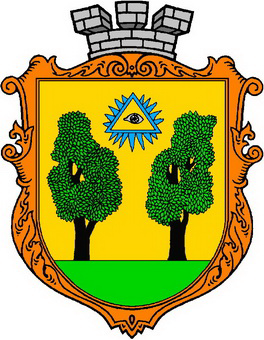
Герб Дублян
Герб роду Шам'є
Герб роду Роленслав
Герб вл. Дмитра